# Філ Фоден
Філ Фоден (англ. Phil Foden, нар. 28 травня 2000, Стокпорт) — англійський футболіст, півзахисник клубу «Манчестер Сіті» і збірної Англії.

## Клубна кар'єра
Народився 28 травня 2000 року в місті Стокпорт. З дитинства був вболівальником клубу «Манчестер Сіті» і у восьмирічному віці записався в клубну академію. Перед початком сезону 2017/18 він вирушив з «Сіті» в передсезонне турне по США. В рамках турне він провів свій перший матч за основний склад проти «Манчестер Юнайтед». Після гри тренер Хосеп Гвардіола високо відгукнувся про Фодена: «Давно я не бачив чогось подібного. Його гра була на новому рівні.»
21 листопада 2017 року дебютував в основному складі «Сіті» у віці 17 років і 177 днів у матчі Ліги чемпіонів проти «Феєнорда», вийшовши на заміну замість Яя Туре. 16 грудня 2017 року дебютував у Прем'єр-лізі, вийшовши на заміну Ілкаю Гюндогану у матчі проти «Тоттенгем Готспур». За результатами першого ж сезону виграв з командою чемпіонат Англії, а також Кубок англійської ліги.
5 лютого 2024 року в матчі Прем'єр-ліги проти клубу «Брентфорд» оформив хет-трик.

## Виступи за збірні
29 жовтня 2015 року дебютував у складі юнацької збірної Англії до 16 років у матчі проти однолітків з Нідерландів.
З 2016 року виступав у складі збірної Англії до 17 років. У 2017 році у її складі взяв участь у чемпіонаті Європи, дійшовши до фіналу турніру, і чемпіонаті світу, на якому допоміг своїй команді виграти золоті медалі і був визнаний найкращим гравцем турніру, отримавши «Золотий м'яч». У 2017 році Фоден отримав приз Бі-бі-сі, яка щорічно вручається найкращому молодому спортсмену.

## Статистика виступів

### Статистика клубних виступів
| Сезон             | Команда           | Чемпіонат         | Чемпіонат | Чемпіонат | Національний кубок | Національний кубок | Національний кубок | Континентальні кубки | Континентальні кубки | Континентальні кубки | Інші змагання | Інші змагання | Інші змагання | Усього | Усього |
| Сезон             | Команда           | Ліга              | Ігор      | Голів     | Ліга               | Ігор               | Голів              | Ліга                 | Ігор                 | Голів                | Ліга          | Ігор          | Голів         | Ігор   | Голів  |
| ----------------- | ----------------- | ----------------- | --------- | --------- | ------------------ | ------------------ | ------------------ | -------------------- | -------------------- | -------------------- | ------------- | ------------- | ------------- | ------ | ------ |
| 2017–18           | «Манчестер Сіті»  | ПЛ                | 5         | 0         | КА+КЛ              | 0+2                | 0                  | ЛЧ                   | 3                    | 0                    | -             | -             | -             | 10     | 0      |
| 2018–19           | «Манчестер Сіті»  | ПЛ                | 13        | 1         | КА+КЛ              | 3+5                | 3+2                | ЛЧ                   | 4                    | 1                    | СА            | 1             | 0             | 26     | 7      |
| 2019–20           | «Манчестер Сіті»  | ПЛ                | 23        | 5         | КА+КЛ              | 4+5                | 1+0                | ЛЧ                   | 5                    | 2                    | СА            | 1             | 0             | 38     | 8      |
| 2020–21           | «Манчестер Сіті»  | ПЛ                | 28        | 9         | КА+КЛ              | 5+4                | 2+2                | ЛЧ                   | 13                   | 3                    | -             | -             | -             | 50     | 16     |
| 2021–22           | «Манчестер Сіті»  | ПЛ                | 28        | 9         | КА+КЛ              | 4+2                | 1+1                | ЛЧ                   | 11                   | 3                    | СА            | 0             | 0             | 45     | 14     |
| 2022–23           | «Манчестер Сіті»  | ПЛ                | 14        | 7         | КА+КЛ              | 0                  | 0                  | ЛЧ                   | 5                    | 1                    | СА            | 1             | 0             | 20     | 8      |
| Усього за кар'єру | Усього за кар'єру | Усього за кар'єру | 111       | 31        |                    | 34                 | 12                 |                      | 41                   | 10                   |               | 3             | 0             | 189    | 53     |

### Статистика виступів за збірну
| Дата       | Місто            | Господарі  | Результат  | Гості       | Турнір                                    | Голи | Примітки |
| ---------- | ---------------- | ---------- | ---------- | ----------- | ----------------------------------------- | ---- | -------- |
| 5-9-2020   | Рейк'явік        | Ісландія   | 0 – 1      | Англія      | Ліга націй УЄФА 2020—2021 - груповий етап | -    | 68'      |
| 12-11-2020 | Лондон           | Англія     | 3 – 0      | Ірландія    | товариський матч                          | -    | 61'      |
| 18-11-2020 | Лондон           | Англія     | 4 – 0      | Ісландія    | Ліга націй УЄФА 2020—2021 - груповий етап | 2    |          |
| 25-3-2021  | Лондон           | Англія     | 5 – 0      | Сан-Марино  | Відбір до ЧС 2022                         | -    | 46'      |
| 28-3-2021  | Тирана           | Албанія    | 0 – 2      | Англія      | Відбір до ЧС 2022                         | -    | 81'      |
| 31-3-2021  | Лондон           | Англія     | 2 – 1      | Польща      | Відбір до ЧС 2022                         | -    | 81'      |
| 13-6-2021  | Лондон           | Англія     | 1 – 0      | Хорватія    | ЧЄ 2020 - груповий етап                   | -    | 64' 71'  |
| 18-6-2021  | Лондон           | Англія     | 0 – 0      | Шотландія   | ЧЄ 2020 - груповий етап                   | -    | 63'      |
| 7-7-2021   | Лондон           | Англія     | 2 – 1 д.ч. | Данія       | ЧЄ 2020 - півфінал                        | -    | 95'      |
| 9-10-2021  | Андорра-ла-Велья | Андорра    | 0 – 5      | Англія      | Відбір до ЧС 2022                         | -    |          |
| 12-10-2021 | Лондон           | Англія     | 1 – 1      | Угорщина    | Відбір до ЧС 2022                         | -    |          |
| 12-11-2021 | Лондон           | Англія     | 5 – 0      | Албанія     | Відбір до ЧС 2022                         | -    | 63'      |
| 15-11-2021 | Серравалле       | Сан-Марино | 0 – 10     | Англія      | Відбір до ЧС 2022                         | -    | 46'      |
| 26-3-2022  | Лондон           | Англія     | 2 – 1      | Швейцарія   | товариський матч                          | -    | 79'      |
| 29-3-2022  | Лондон           | Англія     | 3 – 0      | Кот-д'Івуар | товариський матч                          | -    | 62'      |
| 14-6-2022  | Вулвергемптон    | Англія     | 0 – 4      | Угорщина    | Ліга націй УЄФА 2022—2023 - груповий етап | -    | 68'      |
| 23-9-2022  | Мілан            | Італія     | 1 – 0      | Англія      | Ліга націй УЄФА 2022—2023 - груповий етап | -    |          |
| 26-9-2022  | Лондон           | Англія     | 3 – 3      | Німеччина   | Ліга націй УЄФА 2022—2023 - груповий етап | -    | 66'      |
| 21-11-2022 | Ер-Раян          | Англія     | 6 – 2      | Іран        | ЧС 2022 - груповий етап                   | -    | 70'      |
| 29-11-2022 | Ер-Раян          | Уельс      | 0 – 3      | Англія      | ЧС 2022 - груповий етап                   | 1    |          |
| 4-12-2022  | Ель-Хаур         | Англія     | 3 – 0      | Сенегал     | ЧС 2022 - 1/8 фіналу                      | -    | 65'      |
| 10-12-2022 | Ель-Хаур         | Англія     | 1 – 2      | Франція     | ЧС 2022 - чвертьфінал                     | -    | 85'      |
| Усього     |                  | Матчів     | 22         |             | Голів                                     | 3    |          |

| Дата       | Місто              | Господарі  | Результат | Гості     | Турнір                              | Голи | Примітки |
| ---------- | ------------------ | ---------- | --------- | --------- | ----------------------------------- | ---- | -------- |
| 11-10-2018 | Дербішир           | Англія     | 7 – 0     | Андорра   | Кваліфікація молодіжного Євро-2019  | -    |          |
| 16-10-2018 | Единбург           | Шотландія  | 0 – 2     | Англія    | Кваліфікація молодіжного Євро-2019  | -    | 71'      |
| 15-11-2018 | Феррара            | Італія     | 1 – 2     | Англія    | Товариський матч                    | -    |          |
| 20-11-2018 | Есб'єрг            | Данія      | 1 – 5     | Англія    | Товариський матч                    | -    | 61'      |
| 21-3-2019  | Бристоль           | Англія     | 1 – 1     | Польща    | Товариський матч                    | -    | 73'      |
| 26-3-2019  | Борнмут            | Англія     | 1 – 2     | Німеччина | Товариський матч                    | -    |          |
| 18-6-2019  | Чезена             | Англія     | 1 – 2     | Франція   | Молодіжне Євро-2019 - груповий етап | 1    |          |
| 21-6-2019  | Чезена             | Англія     | 2 – 4     | Румунія   | Молодіжне Євро-2019 - груповий етап | -    | 57'      |
| 24-6-2019  | Серравалле         | Хорватія   | 3 – 3     | Англія    | Молодіжне Євро-2019 - груповий етап | -    |          |
| 6-9-2019   | Ізміт              | Туреччина  | 2 – 3     | Англія    | Кваліфікація молодіжного Євро-2021  | -    |          |
| 9-9-2019   | Кінгстон-апон-Галл | Англія     | 2 – 0     | Косово    | Кваліфікація молодіжного Євро-2021  | 2    |          |
| 11-10-2019 | Марибор            | Словенія   | 2 – 2     | Англія    | Товариський матч                    | -    | 62'      |
| 15-10-2019 | Мілтон-Кінз        | Англія     | 5 – 0     | Австрія   | Кваліфікація молодіжного Євро-2021  | -    |          |
| 15-11-2019 | Шкодер             | Албанія    | 0 – 3     | Англія    | Кваліфікація молодіжного Євро-2021  | 1    | 81'      |
| 19-11-2019 | Дутінхем           | Нідерланди | 2 – 1     | Англія    | Товариський матч                    | -    | 79'      |
| Усього     |                    | Матчів     | 15        |           | Голів                               | 4    |          |

## Титули і досягнення
- Чемпіон Англії (6):

«Манчестер Сіті»: 2017-18, 2018-19, 2020-21, 2021-22, 2022-23, 2023-24
- Володар Кубка англійської ліги (4):

«Манчестер Сіті»: 2017-18, 2018-19, 2019-20, 2020-21
- Володар Суперкубка Англії (2):

«Манчестер Сіті»: 2018, 2019
- Володар Кубка Англії (2):

«Манчестер Сіті»: 2018-19, 2022-23
- Переможець Ліги чемпіонів УЄФА (1):

«Манчестер Сіті»: 2022-23
- Володар Суперкубка УЄФА (1):

«Манчестер Сіті»: 2023
- Переможець Клубного чемпіонату світу (1):

«Манчестер Сіті»: 2023
Збірні
- Чемпіон світу (U-17): 2017
- Віце-чемпіон Європи: 2020